# Jornal de Santa Catarina
Jornal de Santa Catarina est un quotidien brésilien de l'État de Santa Catarina. Il est publié au format tabloïd. 
Son siège se situe à Blumenau et il est édité par le groupe Rede Brasil Sul de Comunicação (RBS). Son aire de diffusion couvre la vallée du rio Itajaí et le littoral nord de l'État.

## Liens
- Site officiel du journal